# 联合国西撒哈拉全民投票特派团
联合国西撒哈拉全民投票特派团（英語：United Nations Mission for the Referendum in Western Sahara），简称西撒特派团（MINURSO）是联合国在西撒哈拉的维和机构，成立于1991年4月24日。根据联合国安全理事会第690号决议，它的设立是解决方案的一部分，该方案为摩洛哥与波利萨里奥阵线（代表阿拉伯撒哈拉民主共和国）之间围绕西撒哈拉（前身是西属撒哈拉）争议领土的冲突的停火铺平了道路。该机构的总部设在阿尤恩。
该机构的任务是监督停火，并根据解决方案组织和举行公民投票，使西撒哈拉的撒哈拉人能够在与摩洛哥一体化或独立之间做出选择。举行公投旨在使撒哈拉人行使自决权，从而完成西撒哈拉尚未完成的去殖民化过程（西撒哈拉是联合国非自治领土列表上最后一个未完成去殖民化的主要领土）。
2010年5月，波利萨里奥阵线中断与该机构的联系，原因是该机构未能落实自决公投，并指责该机构下属的维和部队“……变成摩洛哥占领西撒哈拉这一殖民事实的保护伞”。
截至2018年6月30日，该机构共有220名编制人员，包括19名派遣军人、193名任务专家、7名参谋和1名警察，另有227名民间人员和16名联合国志愿者提供支持。维和部队主要派遣国是孟加拉国、埃及和巴基斯坦。维和部队在与摩洛哥墙相邻的无人区武装巡逻，以维护停火。